# فوغارس دي لا سيلفا
بلدية فوغارس دي لا سيلبا (بالكاتالانية: Fogars de la Selva) هي إحدى بلديات مقاطعة برشلونة، والتي تقع في منطقة كاتالونيا، شرق إسبانيا.
يبلغ عدد سكانها 1.439 نسمة وفقاً لإحصائية سنة (2007).